# Missões diplomáticas de Tuvalu

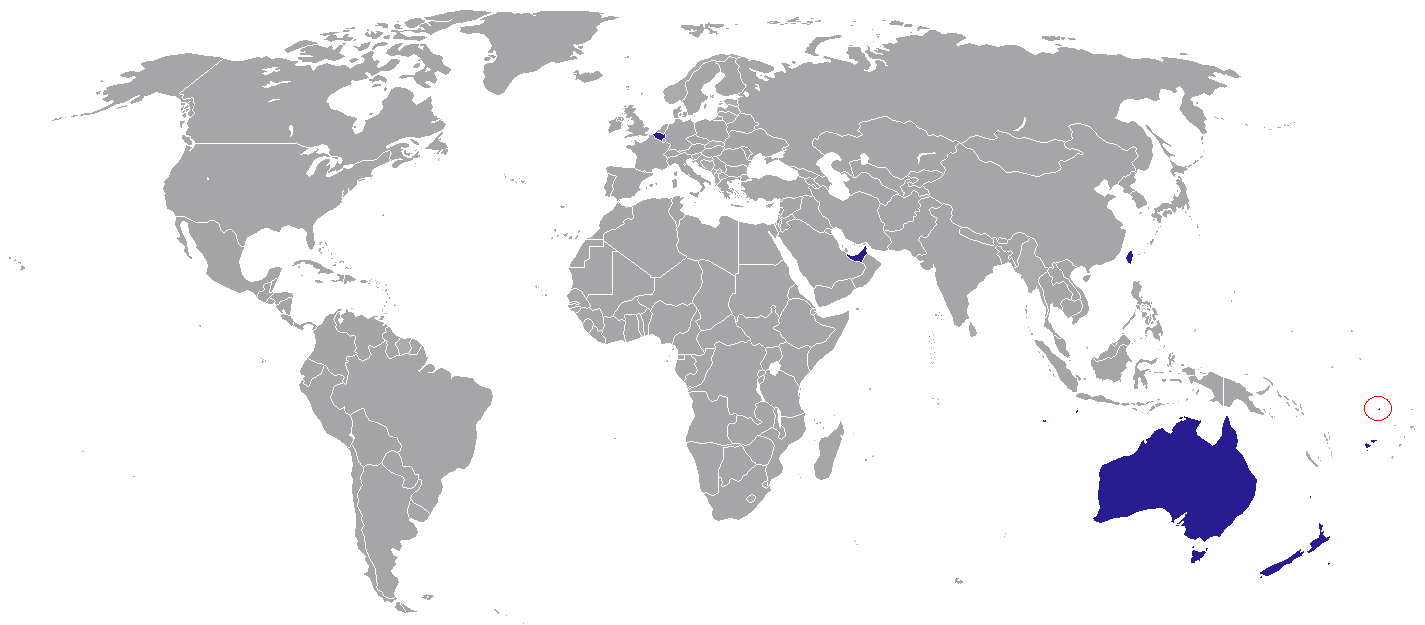
Missões diplomáticas de Tuvalu

Abaixo estão listadas as embaixadas e consulados de Tuvalu:

## Asia
- Taiwan
  - Taipé (Embaixada)

## Europa
- Bélgica
  - Bruxelas (Embaixada)

## Oceania
- Fiji
  - Suva (Alta comissão)
- Nova Zelândia
  - Wellington (Alta comissão)

## Organizações multilaterais
- Bruxelas (Delegação permanente de Tuvalu ante a União Europeia)
- Nova Iorque (Delegação permanente de Tuvalu ante as Nações Unidas)